# Mas Go
Mas Go és un habitatge amb usos comercials de Maçanet de la Selva (Selva) que forma part de l'Inventari del Patrimoni Arquitectònic de Catalunya.

## Descripció
Ens trobem davant d'un ampli edifici que comunica amb dos carrers, com són el carrer dels Dolors i el de Sota camí. El sector que comunica amb el carrer dels Dolors, comprèn un espai físic molt petit, que s'ha traduït en una minúscula façana amb un portal en la part inferior - a través del qual s'accedeix a la peixateria – i una obertura rectangular – en la part superior- ambdós elements compostos per una llinda monolítica amb muntants de pedra. Pel que fa al sector que dona al carrer de Sota camí, estem parlant d'un espai físic molt més ampli i de grans dimensions, que abraça nou obertures, de les quals set són molt senzilles i simples, sense cap tipus d'ornament o tractament destacat. D'aquestes nou, només n'hi ha dues que mereixen ser tímidament esmentades, i són per una banda, la del registre intermedi, mentre que per l'altra, la del registre superior. Ambdues reprodueixen la mateixa resolució constructivia prototípica, tant recorrent i calcada en molts edificis de la vila, com és la llinda monolítica, amb muntants de pedra i amb el basament motllurat. Esmentar com a apunt, que aquest espai es troba annexionat amb un cobert de proporcions importants, distribuït també en dos pisos i com a únic element a destacar, el portal adovellat de la planta baixa, que permet l'accés a l'interior de la llar.